# Cine Radio Actualidad
Cine Radio Actualidad, fue una revista semanal uruguaya de actualidad y de espectáculos especializada en la radiodifusión y el cine.

## Creación
Fue una de las revistas de actualidad de mayor circulación en Uruguay entre los años 1936 y 1950, épocas en que el cine y la radio eran dos mercados en auge. Fue creada y impulsada por los críticos de cine, René Arturo Despouey y Emilio Dominoni en 1936,  quienes además se desempeñaron como columnistas del semanario. En un principio estuvo dedicada al cine, pero al poco tiempo incorporó la temática de la radio y se transformó en Cine Radio Actualidad. 
A pesar de su bajo perfil y de ser una publicación independiente, la revista contó con una gran popularidad.  

## Descripción

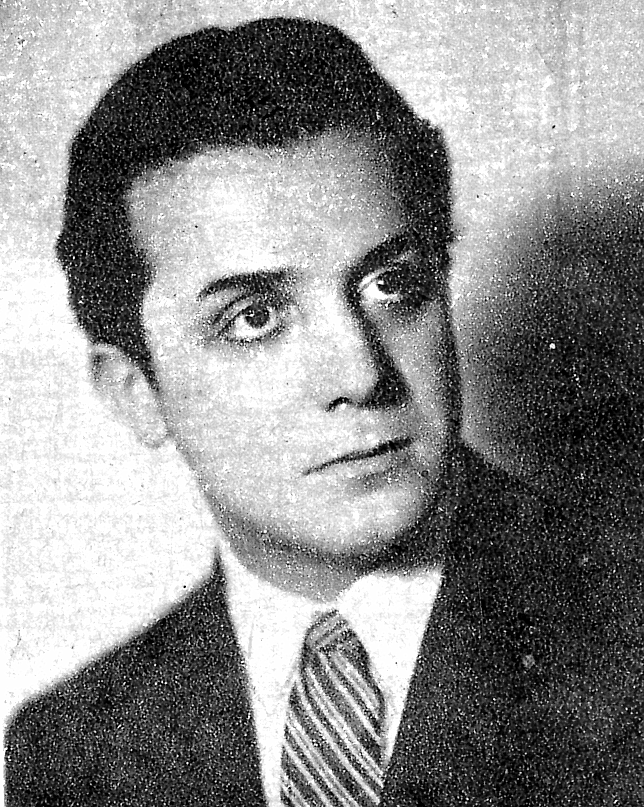
Miguel Ángel Manzi fotografiado por Cine Radio Actualidad para su edición N° 652

Con llamativas portadas, en las cuales en sus respectivas ediciones incluía la fotografía de una o varias personalidades destacadas del cine, daba cuenta de los distintos estrenos de cine y también de radio, en épocas de radioteatros. Contaba además con crónicas y reportajes a distintas personalidades del momento. 

## Actualidad
Si bien desde hace varios años la revista dejó de publicarse, la Biblioteca Nacional de Uruguay y la Facultad de Información y Comunicación cuentan con varias ediciones custodiadas,  digitalizadas y disponibles. 